# Majel Barrett

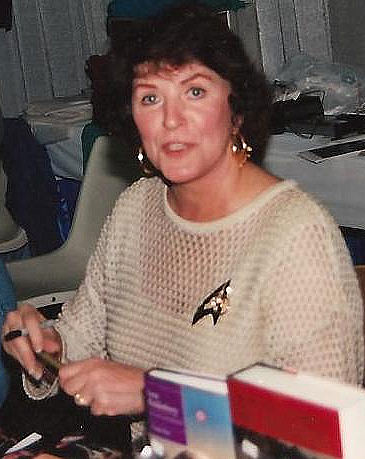
Majel Barrett (2007)

Majel Barrett-Roddenberry (* 23. Februar 1932 als Majel Leigh Hudec in Columbus, Ohio; † 18. Dezember 2008 in Los Angeles, Kalifornien) war eine US-amerikanische Schauspielerin. Bekannt wurde sie mit ihren Rollen als Lwaxana Troi, Krankenschwester Chapel und die Stimme des Bordcomputers in Star Trek. Der 1991 verstorbene Star-Trek-Schöpfer Gene Roddenberry war ihr Ehemann.

## Leben
Majel Barrett spielte verschiedene Rollen in den Star-Trek-Serien. Ihre erste Rolle war 1965 die des Ersten Offiziers Nummer Eins der USS Enterprise im ersten Pilotfilm Der Käfig. Da die Produzenten für die anschließende Serie Raumschiff Enterprise diverse Änderungen forderten, besetzte Gene Roddenberry sie hier in einer kleineren Nebenrolle als Krankenschwester Christine Chapel.
In seiner Autobiografie schrieb Gene Roddenberry:

„Ich machte Leonard Nimoy zum Ersten Offizier und Majel Barrett zu meiner Frau und der Krankenschwester der Enterprise. Auch wenn Leonard ein sehr netter Kerl ist, habe ich es nie bereut.“

Ab 1987 spielte sie die betazoidische Botschafterin Lwaxana Troi, die Mutter von Deanna Troi in Raumschiff Enterprise: Das nächste Jahrhundert, die auch in Star Trek: Deep Space Nine mehrere Auftritte hatte.
Sie wirkte bis zu ihrem Tod 2008 an allen bis dahin erschienenen Star-Trek-Serien und -filmen mit: Neben ihren Rollen in der Originalserie, in Das nächste Jahrhundert und Deep Space Nine lieh sie in sämtlichen Serien und Filmen ihre Stimme den Bordcomputern der Raumschiffe der Föderation. Außerdem war sie geschäftsführende Produzentin der Science-Fiction-Serien Mission Erde und Andromeda, die auf Entwürfen ihres Mannes beruhen. In der Science-Fiction-Serie Babylon 5 spielte sie die Rolle der Lady Morella, einer Centauri.
Sie war von 1969 bis zu dessen Tod 1991 mit Gene Roddenberry verheiratet. Die beiden haben einen Sohn, den Fernsehproduzenten Eugene Wesley „Rod“ Roddenberry Jr. (* 5. Februar 1974). Majel Barrett starb im Dezember 2008 im Alter von 76 Jahren in Bel Air an den Folgen von Leukämie.

## Filmografie (Auswahl)
- 1957: Sirene in blond (Will Success Spoil Rock Hunter?)
- 1958: Die schwarze Orchidee (The Black Orchid)
- 1958: As Young as We Are
- 1958: König der Freibeuter (The Buccaneer)
- 1959: Whirleybirds (Fernsehserie, eine Folge)
- 1960: Chicago 1930 (The Untouchables, Fernsehserie, eine Folge)
- 1960: Erwachsen müßte man sein (Leave It to Beaver), Fernsehserie, eine Folge
- 1961: Endstation Paris (Back Street)
- 1961: Blond, süß und sehr naiv (Love in a Goldfish Bowl)
- 1961: Pete and Galdys (Fernsehserie, eine Folge)
- 1962: Cain’s Hundred (Fernsehserie, eine Folge)
- 1962: Hoppla Lucy! (The Lucy Show, Fernsehserie, eine Folge)
- 1962/1966: Bonanza (Fernsehserie, zwei Folgen)
- 1963: The Quick and the Dead
- 1964: The Lieutenant (Fernsehserie, eine Folge)
- 1965: Raumschiff Enterprise – Der Käfig (The Cage)
- 1965: Das Vorleben der Sylvia West (Sylvia)
- 1966: Country Boy
- 1966–1969: Raumschiff Enterprise (Star Trek, Fernsehserie, 34 Folgen, Rolle und Stimme)
- 1967: Leitfaden für Seitensprünge (A Guide for the Married Man)
- 1973: Genesis II (Fernsehfilm)
- 1973: Westworld
- 1973–1974: Die Enterprise (The Animated Adventures of Gene Roddenberry’s Star Trek, Fernsehserie, 12 Folgen, Stimme)
- 1974: Ein Computer wird gejagt (The Questor Tapes, Fernsehfilm)
- 1974: Planet Earth (Fernsehfilm)
- 1977: Das Domino Komplott (The Domino Principle)
- 1977: Spectre (Fernsehfilm)
- 1978: The Next Step Beyond (Fernsehserie, eine Folge)
- 1979: The Suicide’s Wife (Fernsehfilm)
- 1979: Star Trek: Der Film (Star Trek: The Motion Picture)
- 1979: Weihnachtsmänner haben’s schwer (The Man in the Santa Claus Suit, Fernsehfilm)
- 1983: General Hospital (Fernsehserie, eine Folge)
- 1986: Star Trek IV: Zurück in die Gegenwart (Star Trek IV: The Voyage Home)
- 1987–1994: Raumschiff Enterprise: Das nächste Jahrhundert (Star Trek: The Next Generation, Fernsehserie, Rolle und Stimme)
- 1993: Star Trek: Judgment Rites (Computerspiel, Stimme)
- 1993–1999: Star Trek: Deep Space Nine (Fernsehserie, Rolle und Stimme)
- 1994: Star Trek: The Next Generation – Interactive Technical Manual (Videospiel, Stimme)
- 1994: Mystery Model (Teresa’s Tattoo)
- 1994: Star Trek: Treffen der Generationen (Star Trek: Generations, Stimme)
- 1995: Star Trek: The Next Generation – A Final Unity (Computerspiel, Stimme)
- 1995: Mommy – Wiegenlied einer Mörderin (Mommy)
- 1995–2001: Star Trek: Raumschiff Voyager (Star Trek: Voyager, Fernsehserie, Stimme; 36 Folgen)
- 1996: Star Trek: Borg (Computerspiel, Stimme)
- 1996: Babylon 5 (Fernsehserie, eine Folge)
- 1996: Star Trek: Der erste Kontakt (Star Trek: First Contact, Stimme)
- 1996–1997: New Spider-Man (Spider-Man, Fernsehserie, Stimme)
- 1997: Trekkies
- 1997: Star Trek: Generations (Computerspiel, Stimme)
- 1997–1999: Mission Erde – Sie sind unter uns (Earth: Final Conflict, Fernsehserie, 11 Folgen)
- 1998: Diagnose: Mord (Diagnosis Murder, Fernsehserie, eine Folge)
- 1999: Star Trek: Deep Space Nine Companion (Videospiel, Stimme)
- 2000: Mars and Beyond (Kurzfilm)
- 2001: Family Guy (Fernsehserie, eine Folge, Stimme)
- 2002: Star Trek: Nemesis (Stimme)
- 2005: Star Trek: Enterprise (zwei Folgen, Stimme) 36
- 2007: Star Trek: Phase II (Star Trek New Voyages, Fanserie, Stimme)
- 2009: Star Trek (Stimme)